# Congopåfugl
Congopåfugl (latin: Afropavo congensis) er en fasanfugl, der lever i det centrale Afrika.
- Congopåfugl